# Кралска вдовица
Кралската вдовица (Vidua regia) е вид птица от семейство Viduidae.

## Разпространение
Видът е разпространен в Ангола, Ботсвана, Замбия, Зимбабве, Мозамбик, Намибия и Южна Африка.